# Danilo Catalán
Danilo Gonzalo Catalán Córdova (Maipú, Chile, 19 de noviembre de 1997) es un futbolista chileno que juega como mediocampista y su actual equipo es  Deportes Limache de la Primera División de Chile.

## Trayectoria
Oriundo de Maipú, es producto de las divisiones inferiores de Universidad de Chile, donde fue compañero de Yerko Leiva, Iván Rozas, entre otros, siendo ascendido al primer equipo en enero de 2017 por el técnico Ángel Guillermo Hoyos, sin lograr debutar oficialmente por el equipo laicoPara el segundo semestre de 2017, fue cedido a préstamo a Deportes Valdivia de la Primera B, formando parte del equipo que se salvó del descenso a la Segunda División. Tras un paso en 2018 por Deportes Recoleta, en 2019 firma para Deportes La Serena de la Primera B, donde formó parte del plantel que logró el ascenso en enero de 2020 a la Primera División.
En febrero de 2021 es anunciado como nuevo jugador de Santiago Morning de la Primera B chilena. Luego de dos temporadas, en diciembre de 2022 es anunciado como refuerzo de Deportes Santa Cruz, para el año siguiente recalar en Magallanes de la misma división.

## Clubes
| Club                         | País  | Año       |
| ---------------------------- | ----- | --------- |
| Universidad de Chile         | Chile | 2017      |
| → Deportes Valdivia (cedido) | Chile | 2017      |
| Deportes Recoleta            | Chile | 2018      |
| Deportes La Serena           | Chile | 2019-2020 |
| Santiago Morning             | Chile | 2021-2022 |
| Deportes Santa Cruz          | Chile | 2023      |
| Magallanes                   | Chile | 2024      |
| Deportes Limache             | Chile | 2025-Act. |